# Лабальм
Лаба́льм (фр. Labalme) — коммуна во Франции, находится в регионе Рона — Альпы. Департамент — Эн. Входит в состав кантона Понсен. Округ коммуны — Нантюа.
Код INSEE коммуны — 01200.

## География
Коммуна расположена приблизительно в 390 км к юго-востоку от Парижа, в 65 км северо-восточнее Лиона, в 24 км к юго-востоку от Бурк-ан-Бреса.
Большая часть территории коммуны покрыта лесами.

## Климат
Климат полуконтинентальный с холодной зимой и тёплым летом. Дожди бывают нечасто, в основном летом.

## Население
Население коммуны на 2010 год составляло 204 человека.
| 1962 | 1968 | 1975 | 1982 | 1990 | 1999 | 2010 |
| ---- | ---- | ---- | ---- | ---- | ---- | ---- |
| 118  | 140  | 117  | 104  | 120  | 135  | 204  |

## Администрация
| Период | Период | Фамилия        | Партия | Примечания |
| ------ | ------ | -------------- | ------ | ---------- |
| 1983   | 1995   | Марсель Дефран |        |            |
| 1995   | 2001   | Мишель Муана   |        |            |
| 2001   | 2014   | Жан-Жак Гарнье |        |            |
| 2014   | 2020   | Фредерик Молье |        |            |

## Экономика
В 2010 году среди 124 человек трудоспособного возраста (15—64 лет) 92 были экономически активными, 32 — неактивными (показатель активности — 74,2 %, в 1999 году было 72,0 %). Из 92 активных жителей работали 81 человек (42 мужчины и 39 женщин), безработных было 11 (8 мужчин и 3 женщины). Среди 32 неактивных 7 человек были учениками или студентами, 14 — пенсионерами, 11 были неактивными по другим причинам.

## Достопримечательности
- Замок Саппель (XVIII век)
- Руины замка Баррьо
- Церковь в готическом стиле (XV век)